# رودريغو زالازار
رودريغو زالازار (بالإسبانية: Rodrigo Zalazar)‏ (مواليد 12 أغسطس 1999) هو لاعب كرة قدم من الأوروغواي يلعب في مركز الوسط في نادي سانت باولي على سبيل الإعارة.

## روابط خارجية
- رودريغو زالازار على موقع الاتحاد الأوربي (الإنجليزية)
- رودريغو زالازار على موقع قاعدة بيانات كرة القدم.إي يو (الإنجليزية)
- رودريغو زالازار على موقع Soccerway.com (الإنجليزية)
- رودريغو زالازار على موقع عالم كرة القدم.نت (الإنجليزية)